# Kiira Korpi
Kiira Linda Katriina Korpi, född 26 september 1988 i Tammerfors, är en finländsk konståkare. Hon har vunnit de finländska mästerskapen 2009 och 2011.
Vid EM i konståkning 2007 erövrade Korpi en bronsmedalj. Under säsongen 2007/2008 var hon skadedrabbad. Vid EM i konståkning i Helsingfors 20–25 januari 2009 slutade Korpi på femte plats.
Vid tävlingen Trophée Eric Bompard i november 2010 erövrade Korpi guldmedaljen.
Vid EM i konståkning 2011 erövrade Korpi en bronsmedalj.
Den 28 januari 2012 vann hon silver vid EM 2012. Hon fick 166,94 poäng, medan den överlägsna italienska vinnaren Carolina Kostner vann guldet med 183,55 poäng. Bronset gick till Elene Gedevanisjvili från Georgien.